# Pound for Pound
Pound for Pound es el quinto álbum de estudio de la banda de heavy metal canadiense Anvil, publicado el 21 de septiembre de 1988.

## Lista de canciones
Todas escritas por Anvil.
Lado A
1. "Blood on the Ice" – 5:26
2. "Corporate Preacher" – 4:07
3. "Toe Jam" – 2:46
4. "Safe Sex" – 3:22

Lado B
1. "Where Does All the Money Go?" – 4:06
2. "Brain Burn" – 3:30
3. "Senile King" – 4:05
4. "Machine Gun" – 2:56
5. "Fire in the Night" – 6:10
6. "Cramps" – 0:12

## Créditos
- Steve "Lips" Kudlow – voz, guitarra
- Robb Reiner – batería
- Dave Allison – guitarra, voz en "Stop Me"
- Ian Dickson – bajo